# Johannes Felix

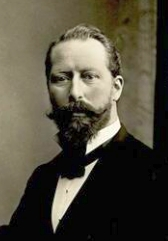
Johannes Felix

Johannes Paul Felix (* 6. September 1859 Leipzig; † 25. Januar 1941 ebenda) war ein deutscher Paläontologe.

## Leben
Felix wuchs in Leipzig auf und legte am dortigen Nicolai-Gymnasium das Abitur ab. Danach studierte er zunächst in Erlangen und in Leipzig. In Leipzig promovierte er 1882 und habilitierte sich 1884. 1887 bis 1888 war er mit Hans Lenk auf Forschungsreisen in Mexiko. Am 12. Oktober 1888 (Matrikel-Nr. 2777) wurde er zum Mitglied der Leopoldina gewählt. Danach war er von 1891 bis 1933 außerordentlicher Professor an der Universität Leipzig und daneben von 1914 bis 1941 Vorstand des Paläontologischen Museums. Seit 1903 war er Mitglied der Sächsischen Akademie der Wissenschaften.
Er wurde im Familiengrab in der IX. Abteilung des Neuen Johannisfriedhofs beerdigt.

## Schriften
- Die Holzopale Ungarns in palaeophytologischer Hinsicht. Budapest: Légrády, 1884. (Archive)
- mit Hans Lenk: Beiträge zur Geologie und Paläontologie der Republik Mexico. I. Theil, Arthur Felix, Leipzig 1890 (Archive)
- mit Hans Lenk: Uebersicht über die geologischen Verhältnisse des mexicanischen Staates Puebla. In: Palaeontographica, Band 37, 1891, S. 118–199 (Archive)
- Die Leitfossilien aus dem Pflanzen- und Tierreich in systematischer Anordnung. Veit & Comp., Leipzig 1906. (Archive)
- Über die fossilen Korallen der Snow Hill-Insel und der Seymour-Insel. Stockholm: Lithographisches Institut des Generalstabs, 1909.
- Fossile Anthozoen von Borneo. Stuttgart: Schweizerbart, 1921.
- Leitfossilien aus dem Pflanzen- und Tierreich. Leipzig: Wilhelm Engelmann, 2. Aufl. 1924.
- Das Mammuth von Borna. Voigtländer, Leipzig 1912. (PDF)